# Johannes Rau

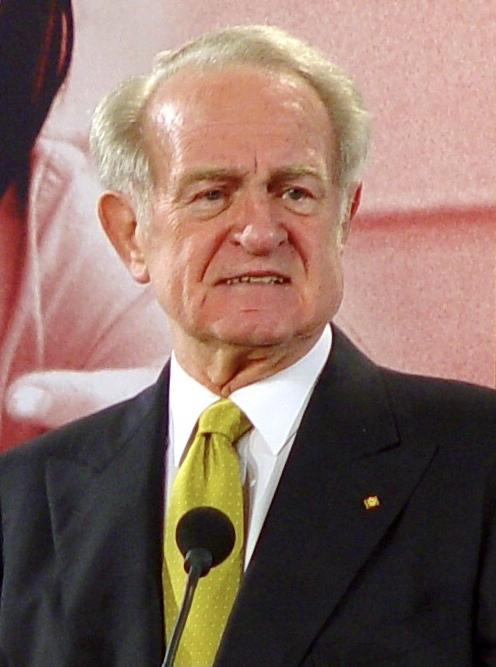
Johannes Rau (2004)

Johannes Rau (* 16. Januar 1931 in Wuppertal; † 27. Januar 2006 in Berlin) war ein deutscher Politiker (SPD) und von 1999 bis 2004 der achte Bundespräsident der Bundesrepublik Deutschland. Rau war von 1969 bis 1970 Oberbürgermeister der Stadt Wuppertal und anschließend Wissenschaftsminister in Nordrhein-Westfalen. Von 1977 bis 1998 war er Landesvorsitzender der SPD und von 1978 bis 1998 der sechste Ministerpräsident des Landes Nordrhein-Westfalen, womit er beide Ämter länger als bisher jeder andere innehatte. Bei der Bundestagswahl 1987 war er Kanzlerkandidat der SPD. Im Jahre 1993 führte er nach dem Rücktritt von Björn Engholm kommissarisch den Vorsitz der SPD-Bundespartei.

## Leben

### Jugend und Beruf
Johannes Rau wurde am 16. Januar 1931 als drittes Kind der Eheleute Ewald Rau, Kaufmann und Blaukreuzprediger (* 1. April 1898; † 15. Dezember 1953), und Helene Rau, geb. Hartmann (* 27. März 1901; † 1. August 1988), geboren.
Nach dem Besuch der Volksschule Schützenstraße in Wuppertal-Barmen trat er 1942 in das Wilhelm-Dörpfeld-Gymnasium in Wuppertal-Elberfeld ein, das Ende Juni 1943 bei dem Luftangriff auf Elberfeld zerstört wurde. Nach dem Kriegsende 1945 und dem Abschluss des 4. Schuljahres besuchte er laut dem Zeitzeugen Hans Georg Heldmann, für „ein oder zwei Jahre“ das mathematisch-naturwissenschaftliche Gymnasium – welches nunmehr seit 1951 den Namen Carl-Duisberg-Gymnasium trägt. Später besuchte Rau das Humanistische Gymnasium in Barmen, das heutige Ganztagsgymnasium Johannes Rau. Nachdem er zum Verdruss seines Vaters dem Unterricht mehrfach ferngeblieben war, musste er auf dessen Drängen im September 1948 die Schule nach der Obertertia abbrechen. Am 5. Oktober 1948 begann er eine Lehre als Verlagsbuchhändler beim Wuppertaler Verlagshaus Emil Müller. Nebenher war er ab 1949 freier Mitarbeiter der Westdeutschen Rundschau in Wuppertal.
Nach beendeter Lehre arbeitete er ab Juni 1952 als Verlagsgehilfe in Wuppertal und wurde 1953 Lektor bei einem kleineren Verlag in Witten. Ab 1954 arbeitete er als Geschäftsführer des Jugenddienst-Verlages; 1962 wurde er Mitglied des Vorstandes und 1965 Direktor dieses Verlages.

### Familie und private Entwicklung
Johannes Rau hatte zwei ältere Geschwister, Leni (* 1926) und Traugut Rau (* 1929), sowie zwei jüngere, Christel Rau (* 1932) und Hartmunt Rau (* 1934).
Raus Vater, Ewald Rau, betrieb bis 1925 ein Textilwarengeschäft und wandte sich wegen seiner Erlebnisse aus dem Ersten Weltkrieg und der Weimarer Republik dem Pietismus zu, einer Reformbewegung des Protestantismus. Dies wurde die Grundlage für seine dann bis Kriegsende hauptberufliche Tätigkeit als Prediger und Vereinssekretär beim Blauen Kreuz. Ewald Rau verstarb allerdings 1953 im Alter von 55 Jahren vergleichsweise früh durch einen Unfall. Thorsten Kozik schrieb hierzu: „Er verstarb am 15. Dezember 1953 unglücklich, weil er aus einer defekten Tür, in einer Kurve, eines Busses der Wuppertaler Stadtwerke fiel und dann an den Verletzungen starb. Ewald Rau war eine prägende Gestalt für seine Kinder, belesen und herzensgut“. „Er zeigte seinen Kindern, was ein Akt tätiger Nächstenliebe ist. Z.B. brachte Ewald Rau gelegentlich Obdachlose mit nach Hause und versorgte sie, ebenso waren Waisenkinder häufiger zu Gast im Hause Rau. Sein Vater sowie das christliche Umfeld, in das er durch seinen Vater geraten war, prägten Johannes Rau sehr stark. Daher war Raus erstes Berufsziel das Pfarramt.“
Rau heiratete am 9. August 1982 Christina Delius (* 1956), eine Enkelin des früheren Bundespräsidenten Gustav Heinemann und Nichte der Theologin Uta Ranke-Heinemann. Aus der Ehe gingen drei Kinder hervor, Anna Christina (* 19. Dezember 1983), Philip Immanuel (* 28. Januar 1985) und Laura Helene (* 10. November 1986). Die standesamtliche Trauung fand in London statt, die kirchliche hingegen am 22. August 1982 in der Neuen Evangelischen Inselkirche zu Spiekeroog. Auf der Nordseeinsel wurden auch die Kinder getauft. Spiekeroog war jahrzehntelang das Urlaubsziel der Familie Rau, die dort ein Ferienhaus besaß. Im Sommer 2000 wurde Rau hier Ehrenbürger.
Rau kam sein Leben lang mit drei Wohnsitzen aus: Er wuchs in Wuppertal zwischen Barmer Nordpark und Klingelholl in der Wohnung seiner Eltern auf und blieb dort bis Ende der siebziger Jahre. Während der Zeit als Ministerpräsident bewohnte er ein Eigenheim im Briller Viertel im Stadtteil Elberfeld. Erst mit dem Amtsantritt als Bundespräsident zog er nach Berlin. Das Schloss Bellevue stand wegen Umbaumaßnahmen nicht zur Verfügung. So wurde auf die 1911–1912 erbaute Dienstwohnung des Bundestagspräsidenten (Miquelstraße 66–68 in Dahlem) ausgewichen, die dieser nicht nutzte.
Seine Art, den evangelisch-christlichen Glauben öffentlich zu leben, trug Rau die Bezeichnung „Bruder Johannes“ ein, aber auch eine satirische Wertung als „gefürchteter Kirchentagsschwätzer“. Sein Lebensmotto „Teneo, quia teneor“ („Ich halte, weil ich gehalten werde.“) entlehnte er der Bekennenden Kirche, in der er in der Jugend selbst aktiv war.

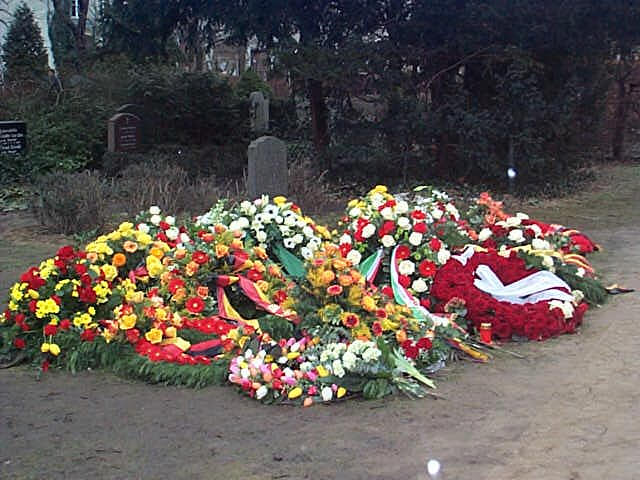
Das Grab von Johannes Rau am Tag nach der Beisetzung

Seit 1995 wusste Rau von seinem gefährlichen Aneurysma in der Bauchschlagader, lehnte aber aus Rücksicht auf seine Ämter und die bevorstehende Wahl zum Bundespräsidenten eine Operation immer ab, bis er sich am 23. Juli 2000 in der Universitätsklinik Essen operieren ließ. Am 18. August 2004 musste er sich einer schweren Herzoperation unterziehen, bei der ihm eine künstliche Herzklappe eingesetzt wurde. Nur zwei Monate später (19. Oktober 2004) wurde ihm ein Bluterguss im Bauchraum in der Universitätsklinik Essen operativ entfernt.
Die letzten öffentlichen Auftritte von Johannes Rau waren die Preisverleihung des deutsch-türkischen Freundschaftspreises in Solingen (29. Mai 2005) und die Einweihung der Frauenkirche in Dresden (30. Oktober 2005). An einem Empfang des Bundespräsidenten zu seinem 75. Geburtstag am 16. Januar 2006 im Schloss Bellevue in Berlin konnte er aus gesundheitlichen Gründen nicht mehr teilnehmen.
Johannes Rau verstarb am 27. Januar 2006 gegen 8:30 Uhr in Berlin im Kreise seiner Familie. Die Beisetzung erfolgte am 7. Februar im Anschluss eines Trauerstaatsaktes auf dem Dorotheenstädtischen Friedhof zu Berlin im engsten Familien- und Freundeskreis.

## Politische Karriere

### Gesamtdeutsche Volkspartei
Nachdem 1950 der erste Bundesinnenminister Gustav Heinemann aus Protest gegen die geplante Wiederbewaffnung von seinem Amt zurückgetreten und zwei Jahre später auch aus der von ihm mitgegründeten CDU ausgetreten war, gründete er die Gesamtdeutsche Volkspartei (GVP), in der Rau Mitglied und sogleich deren Kreisvorsitzender in Wuppertal wurde. Bereits 1957 löste sich die GVP wieder auf und Rau wurde zusammen mit Heinemann und anderen Mitglied der SPD.

### Kriegsdienstverweigerer und SPD-Parlamentarier
Von 1958 bis 1962 war Rau Vorsitzender der Jungsozialisten in Wuppertal. In diese Zeit fällt auch seine Mitgliedschaft in der Gruppe der Wehrdienstgegner (GdW), aus der 1958 der Verband der Kriegsdienstverweigerer hervorging. Mit dem damaligen GdW-Vorsitzenden Werner Böwing konkurrierte er 1958 um den Juso-Vorsitz in Wuppertal und gewann. Im gleichen Jahr wurde er erstmals in den Landtag Nordrhein-Westfalen gewählt, dem er bis 1999 angehörte. 1962 wurde er Mitglied im Vorstand der SPD-Fraktion und 1967 deren Vorsitzender. Von 1964 bis 1978 gehörte er außerdem dem Stadtrat von Wuppertal an.
Ab 1973 war er Mitglied des Landesvorstandes in Nordrhein-Westfalen, von 1977 bis 1998 auch deren Vorsitzender.

### Stellvertretender SPD-Bundesvorsitzender
1968 wurde Rau in den Bundesvorstand der SPD gewählt und war ab 1978 Mitglied des Präsidiums der SPD.
Johannes Rau war ab 1982 unter den Parteichefs Willy Brandt, Hans-Jochen Vogel, Björn Engholm, Rudolf Scharping, Oskar Lafontaine und Gerhard Schröder stellvertretender SPD-Bundesvorsitzender.
Nach dem Rücktritt von Björn Engholm übernahm Johannes Rau von 5. Mai bis zur Wahl von Rudolf Scharping am 23. Juni 1993 kommissarisch den SPD-Bundesvorsitz.

### Oberbürgermeister in Wuppertal
Von 1969 bis 1970 war Johannes Rau ehrenamtlicher Oberbürgermeister in seiner Geburtsstadt Wuppertal.

### Minister in Nordrhein-Westfalen

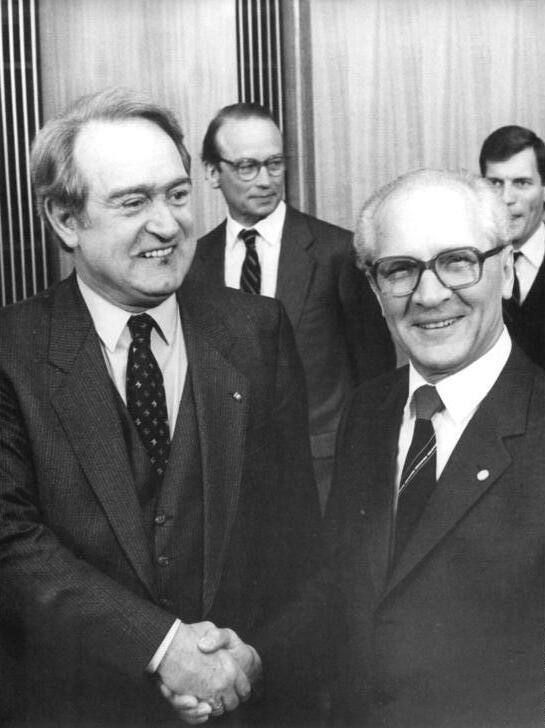
Erich Honecker, Generalsekretär des ZK der SED und Vorsitzender des Staatsrates der DDR, mit Johannes Rau, Ministerpräsident Nordrhein-Westfalens, während dessen Informationsbesuchs 1985 in der DDR

1970 berief Ministerpräsident Heinz Kühn Rau ins Kabinett und übertrug ihm das Ressort Wissenschaft und Forschung.
Während Raus Amtszeit als Wissenschaftsminister in NRW von 1970 bis 1978 wurden 1972 in Nordrhein-Westfalen fünf Gesamthochschulen in Duisburg, Essen, Paderborn, Siegen und Wuppertal gegründet, die später in Universitäten umbenannt wurden. Rau, der als Vater der hochschulpolitischen Regionalisierung in Nordrhein-Westfalen gilt, gründete außerdem 1974 die Fernuniversität in Hagen als erste Staatliche Fernhochschule und wandelte die früheren Ingenieurschulen in Fachhochschulen um. Für überregionales Aufsehen sorgte 1972 die fristlose Entlassung von Joseph Beuys als Professor der Kunstakademie Düsseldorf, nachdem dieser mehrfach gegen die Regularien für die Aufnahme neuer Studierender verstoßen und die Akademie mit 80 Studierenden besetzt hatte.

### Ministerpräsident von Nordrhein-Westfalen

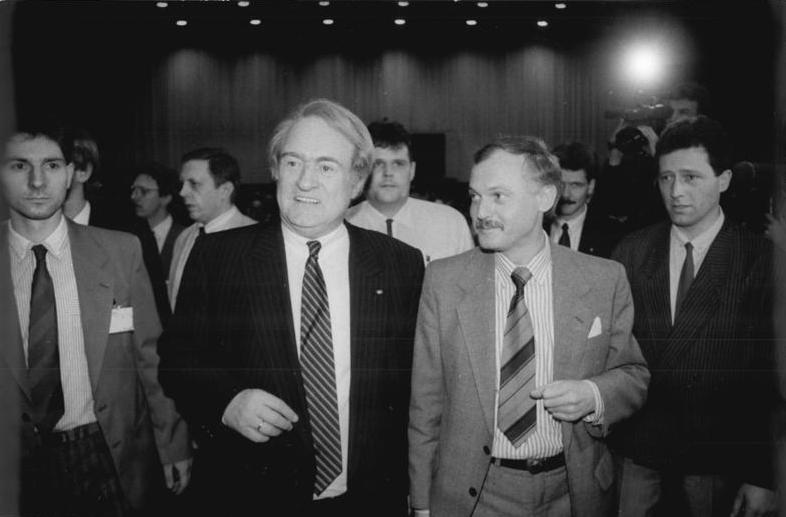
Johannes Rau mit dem Vorsitzenden der DDR–SPD Ibrahim Böhme im Wahlkampf zur letzten Volkskammerwahl (1990)

1977 wurde Rau zum Vorsitzenden der NRW-SPD gewählt. Er gewann die Kampfabstimmung gegen Friedhelm Farthmann, was gleichzeitig eine Vorentscheidung für das Amt des Ministerpräsidenten war.
1978 wurde Rau Nachfolger von Heinz Kühn als Ministerpräsident. Unter seiner Führung konnte die SPD bei den Landtagswahlen 1980, 1985 und 1990 die absolute Mehrheit der Mandate erreichen beziehungsweise verteidigen. Dabei scheiterten mit den CDU-Herausforderern Kurt Biedenkopf 1980, Bernhard Worms 1985, Norbert Blüm 1990 und Helmut Linssen 1995 bekannte Vertreter der NRW-CDU, die in den gänzlich auf Raus Person zugeschnittenen Wahlkämpfen der SPD unterlegen waren. 1985 erzielte die SPD in NRW unter Rau mit 52,1 % das beste Ergebnis ihrer Geschichte, was auch auf die Kampagne „Wir in Nordrhein-Westfalen“ zurückgeht. 1995 verlor die SPD mit 46 % der Stimmen die absolute Mehrheit und bildete eine Koalition mit Bündnis 90/Die Grünen. Während seiner Amtszeit übte er 1980 kurzzeitig und 1990 bis 1995 auch das Amt des Ministers für Bundesangelegenheiten aus. Vom 1. November 1982 bis zum 31. Oktober 1983 und vom 1. November 1994 bis zum 31. Oktober 1995 hatte Rau turnusmäßig das Amt des Bundesratspräsidenten inne.

### Kanzlerkandidat
Bei der Bundestagswahl 1987 war er Kanzlerkandidat der SPD, unterlag aber dem amtierenden Bundeskanzler Helmut Kohl. Die SPD erreichte 37 Prozent der Stimmen und verlor somit 1,2 Prozentpunkte gegenüber 1983.

### Rücktritt als Ministerpräsident
Im Mai 1998 trat er als Ministerpräsident von Nordrhein-Westfalen und im selben Jahr auch als Landesvorsitzender der SPD NRW zurück. Sein Nachfolger im Parteiamt wurde am 24. Mai Franz Müntefering, der frühere Landesarbeitsminister und seinerzeitige Bundesgeschäftsführer der SPD. Zum Ministerpräsidenten wurde am 27. Mai 1998 Wolfgang Clement gewählt (→ Kabinett Clement I), der bis zu seiner Wahl Wirtschaftsminister im Kabinett Rau V war.

### Bundespräsident

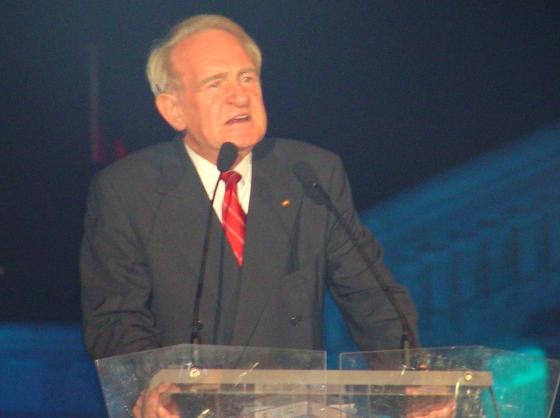
Bundespräsident Rau am Tag der Deutschen Einheit 2002 in Berlin

1994 nominierte die SPD Johannes Rau erstmals als ihren Kandidaten für das Amt des Bundespräsidenten. Er unterlag aber im dritten Wahlgang dem Kandidaten der CDU, Roman Herzog.
Seit der Bundestagswahl 1998 hatte Rot-Grün eine Mehrheit im Bundestag und Rau wurde bereits im November 1998 erneut von der SPD als Kandidat für das Amt des Bundespräsidenten nominiert. Am 23. Mai 1999 wählte ihn die Bundesversammlung im zweiten Wahlgang zum Bundespräsidenten. Die CDU hatte die spätere thüringische Wissenschaftsministerin Dagmar Schipanski nominiert; die PDS die parteilose Theologin Uta Ranke-Heinemann, eine Tante von Raus Ehefrau. Am 1. Juli 1999 wurde Rau im Rahmen der letzten Bundestagssitzung in Bonn als Bundespräsident vereidigt.
Die von seinem Amtsvorgänger Roman Herzog 1997 begonnene Reihe der Berliner Reden setzte Rau fort. Anders als unter Herzog hielt er die im jährlichen Turnus stattfindenden Reden alle selbst und begründete damit eine neue Tradition. In seiner 2000 gehaltenen ersten Rede „Ohne Angst und ohne Träumereien: Gemeinsam in Deutschland leben“ benannte er die mit der Zuwanderung nach Deutschland verbundenen Aufgaben. 2001 lautete seine Rede „Wird alles gut? Für einen Fortschritt nach menschlichem Maß“. Er sprach darin die durch den Fortschritt, beispielsweise in der Fortpflanzungsmedizin, aufgeworfenen grundsätzlichen Fragen an. In der 2002 gehaltenen Rede „Chance, nicht Schicksal – die Globalisierung politisch gestalten“ sprach Johannes Rau darüber, wie sehr das Leben der Menschen durch internationale Entwicklungen beeinflusst wird und welche Chancen und Probleme das mit sich bringt. „Gemeinsam handeln – Deutschlands Verantwortung in der Welt“ war der Titel der Berliner Rede im Jahr 2003. Rau sprach darin an, dass seit dem Mauerfall 1989 und der darauffolgenden Deutschen Wiedervereinigung 1990 eine Vielzahl an internationalen Aufgaben auf Deutschland hinzukamen und mitgestaltet werden mussten. Seine letzte Berliner Rede hielt Johannes Rau im Mai 2004 zum Thema „Vertrauen in Deutschland – eine Ermutigung“. Darin forderte er in für ihn ungewöhnlich direkter Weise Politiker und Unternehmer in Deutschland zu mehr Ehrlichkeit und Verantwortungsbewusstsein auf.
Insgesamt unternahm Rau 76 Auslandsreisen als Staatsoberhaupt. Bei seinem Staatsbesuch in Israel im Jahr 2000 war er der erste deutsche Politiker, der in dieser Eigenschaft vor der Knesset stand. Seine dort am 16. Februar gehaltene Rede war die erste, die auf Deutsch gehalten wurde. Er bat dort um Vergebung für die Verbrechen des Holocaust.
2001 sprach Johannes Rau anlässlich der Gedenkstunde zum Tag des Gedenkens an die Opfer des Nationalsozialismus vor dem Deutschen Bundestag.
Johannes Rau gab am 22. Juni 2002 eine in ihrer Schärfe ungewöhnliche Erklärung anlässlich des Parteienspektakels um das Zuwanderungsgesetz ab, in der er das von den Parteien veranstaltete Gezerre um die Bundesratsabstimmung zum genannten Gesetz als unwürdig bezeichnete. Die rechtliche Beurteilung der uneinheitlichen Stimmenabgabe des Landes Brandenburg, die durch den damaligen Bundesratspräsidenten Klaus Wowereit als Zustimmung gewertet wurde, war in der verfassungsrechtlichen Literatur umstritten. Rau fertigte das Gesetz trotzdem aus, um eine Überprüfung des Gesetzes durch das Bundesverfassungsgericht mittels einer abstrakten Normenkontrolle zu ermöglichen.

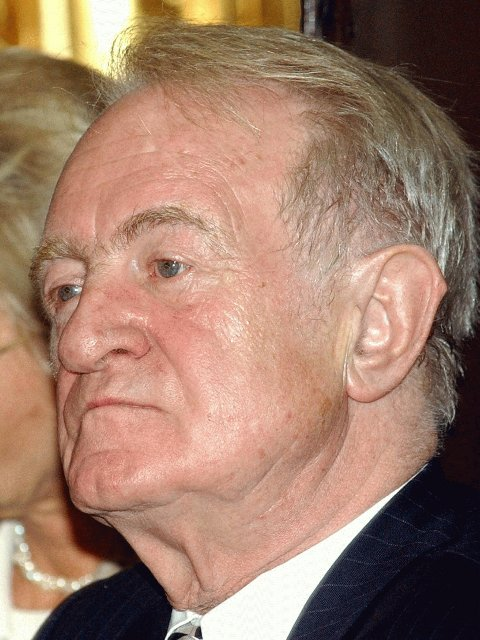
Johannes Rau (2003)

Nach Raus Amtsverständnis sei der Bundespräsident nur dann berechtigt, die Ausfertigung eines Gesetzes zu verweigern, wenn es „offenkundig und unstrittig“ grundgesetzwidrig zustande gekommen sei. Da ein solcher Fall bis dato in der Praxis noch nicht vorgekommen war, lag noch keine vergleichbare Rechtsprechung des Bundesverfassungsgerichts vor, so dass nur verschiedene Rechtskommentare vorlagen, die zu unterschiedlichen Ergebnissen kamen. Die verfassungsrechtliche Beurteilung eines Gesetzes, über deren korrektes Zustandekommen es verschiedene rechtliche Meinungen gibt, obliege jedoch nicht dem Amt des Bundespräsidenten, sondern der Kompetenz des Bundesverfassungsgerichts. In dieser Ansicht berief sich Rau unter anderem auf vergleichbare Entscheidungen seiner Vorgänger Carstens und Herzog.
Das Bundesverfassungsgericht erklärte das Zuwanderungsgesetz mit Urteil vom 18. Dezember 2002 für nichtig, weil der Bundesrat nicht zugestimmt habe: die uneinheitliche Stimmabgabe des Landes Brandenburg durfte nicht als Zustimmung gewertet werden.
Am 4. September 2003 gab Rau bekannt, bei der nächsten Wahl am 23. Mai 2004 nicht mehr für das Amt des Bundespräsidenten zu kandidieren.
Am 23. März 2004 brach Rau seine Afrika-Reise vor dem geplanten Truppenbesuch bei deutschen Marinesoldaten in Dschibuti ab. Laut Geheimdienstberichten sollte ein Mordanschlag auf einen hochrangigen europäischen Repräsentanten, möglicherweise auf Rau, verübt werden. Am 23. April 2004 kehrte er vom letzten Staatsbesuch seiner Amtszeit aus Polen zurück.
Am 29. Juni 2004 wurde er mit einem Großen Zapfenstreich von der Bundeswehr verabschiedet. Seine Amtszeit endete mit dem 30. Juni 2004.

### Bewertung seiner Politik
Unterstützer lobten Johannes Rau als moralische Instanz, die stets auf gesellschaftlichen Ausgleich bedacht war, eines seiner bekanntesten Zitate lautete „Versöhnen statt spalten“. Auch religiöse Motive spielten in seinem Wirken eine Rolle, etwa hinsichtlich seines Einsatzes für soziale Gerechtigkeit.
Kritiker halten Johannes Rau vor, das Bundesland Nordrhein-Westfalen sei unter seiner fast 20-jährigen Regierungsführung im innerdeutschen Vergleich wirtschaftlich, technologisch und sozial stark zurückgefallen. Rau habe zu lange an alten Industrien, insbesondere am defizitären Kohlebergbau, festgehalten und neue Techniken zu wenig gefördert. Diesen Kritikern wird häufig entgegengehalten, der Strukturwandel in der Stahlindustrie und im Bergbau habe auf das Land überproportionale Auswirkungen gehabt und die Politik Raus habe dazu beigetragen, eine Massenverelendung infolge des Strukturwandels zu verhindern.

### Politische Affären

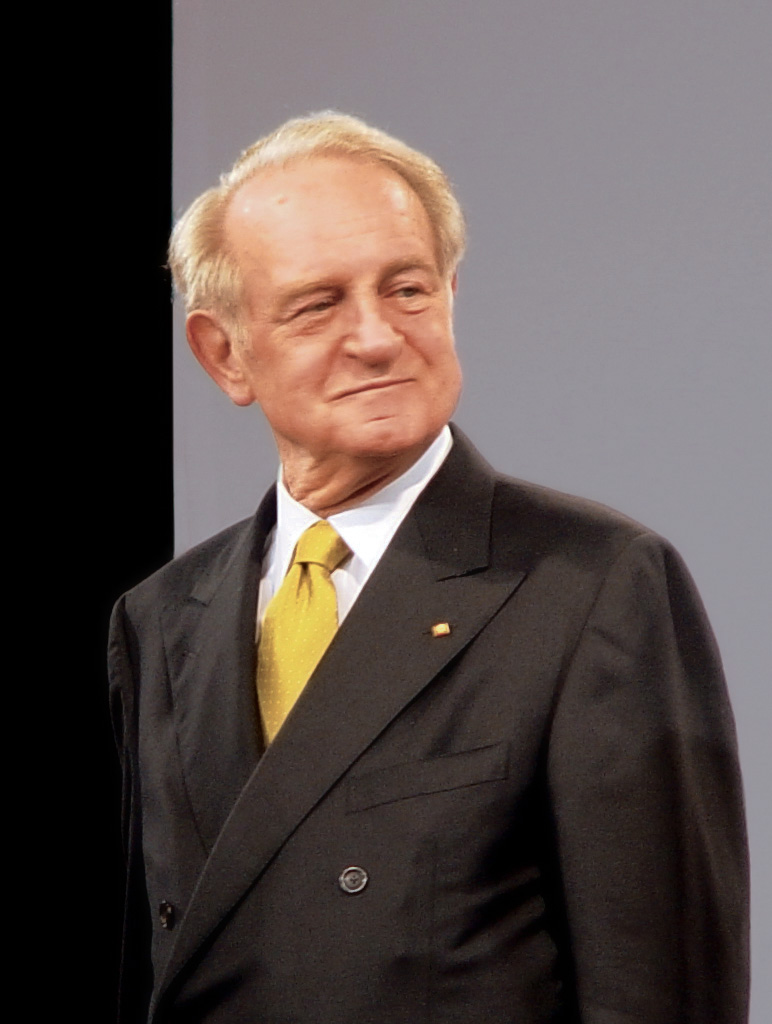
Johannes Rau (2004)

Der Spiegel berichtete im Februar 2000, dass während Raus Amtszeit als Ministerpräsident die Westdeutsche Landesbank (WestLB) zu einer geheimen Nebenkasse des Landes gemacht worden sei, wobei Reisen für Regierung und Reisen für den Wahlkampf nicht sauber getrennt und Regierungsarbeit aus Quellen finanziert worden seien, die das Parlament nicht kannte und nicht kontrollieren konnte. Neben dem im Spiegel-Bericht genannten Protagonisten Johannes Rau stand auch dessen Nachfolger Wolfgang Clement in der Kritik.
In der Düsseldorfer Flugaffäre zahlte die WestLB führenden Politikern von SPD – darunter Rau – und CDU deren private Flugkosten und setzte die überhöhten Rechnungen zudem von der Steuer ab. Die WestLB übernahm auch die Kosten in Höhe von 150.000 DM für ein Fest, das Johannes Rau anlässlich seines 65. Geburtstages am 18. Januar 1996 mit 1.500 Gästen feierte.
Als Kanzlerkandidat ließ Rau sich im Wahlkampf 1986/87 von der DDR-Regierung unterstützen. Im Jahr 1986 waren an die 100.000 Tamilen, Libanesen, Iraner, Inder, Ghanaer und andere Ausländer als Asylsuchende in die Bundesrepublik eingereist, überwiegend über den DDR-Flughafen Berlin-Schönefeld. Diese Zuwanderung wurde als Belastung empfunden und war ein Wahlkampfthema. Die DDR-Führung machte SPD-Präsidiumsmitglied Egon Bahr bei dessen Besuch 1986 öffentlich das Zugeständnis, die Einreise der Flüchtlinge in die Bundesrepublik künftig zu unterbinden. Im Gegenzug versprach Rau, in seinem Regierungsprogramm als erster Bundeskanzler die volle Respektierung der DDR-Staatsbürgerschaft zu verkünden.

## Sonstiges Engagement

### Ehrenämter
Johannes Rau war Schirmherr der Initiative Schüler helfen Leben und Ehrenpate des weltweit millionsten Patenkindes des Kinderhilfswerks Plan International. Er hatte die Ehrenpatenschaft von seinem Amtsvorgänger Roman Herzog übernommen. Er war zudem Schirmherr der Deutschen Stiftung Denkmalschutz sowie der Festspiele Balver Höhle. Johannes Rau engagierte sich für die Stiftung Museum Schloss Moyland, deren Vorsitzender des Kuratoriums er bis 1998 war. 2000 übernahm er auch die Schirmherrschaft der Bürgerinitiative Gesicht zeigen!, die in Deutschland gegen Ausländerhass und sogenannte No-Go-Areas kämpft.
Von 1965 bis 1999 gehörte Johannes Rau der Landessynode der Evangelischen Kirche im Rheinland an und war stellvertretendes Mitglied der Kirchenleitung; dem Deutschen Evangelischen Kirchentag war Rau eng verbunden; von 1966 bis 1974 war er Mitglied in dessen Präsidium und nahm auch danach regelmäßig am Kirchentag in offizieller Funktion und als Privatmann teil.
Johannes Rau war langjähriger stellvertretender Vorsitzender der Friedrich-Ebert-Stiftung und Mitherausgeber der evangelischen Zeitschrift Zeitzeichen.

### Mitgliedschaften und Initiativen
- Mitglied der Deutsch-Israelischen Gesellschaft
- Mitglied der Else-Lasker-Schüler-Gesellschaft
- Gründer des Waldes der deutschen Länder in der Wüste Negev, Israel
- Ehrenmitglied Reichsbanner Schwarz-Rot-Gold
- Ehrenmitglied Lions-Club Deutschland
- Ehrenmitglied Ruhrkohle-Chor
- Mitglied der Herrnhuter Brüdergemeine (auch seine Frau Christina, deren Großvater Gustav Heinemann ebenfalls Mitglied dieser Gemeinschaft war, ist dort Mitglied).
- Schirmherr von Gesicht Zeigen!, 2000–2006

## Gedenken und Auszeichnungen

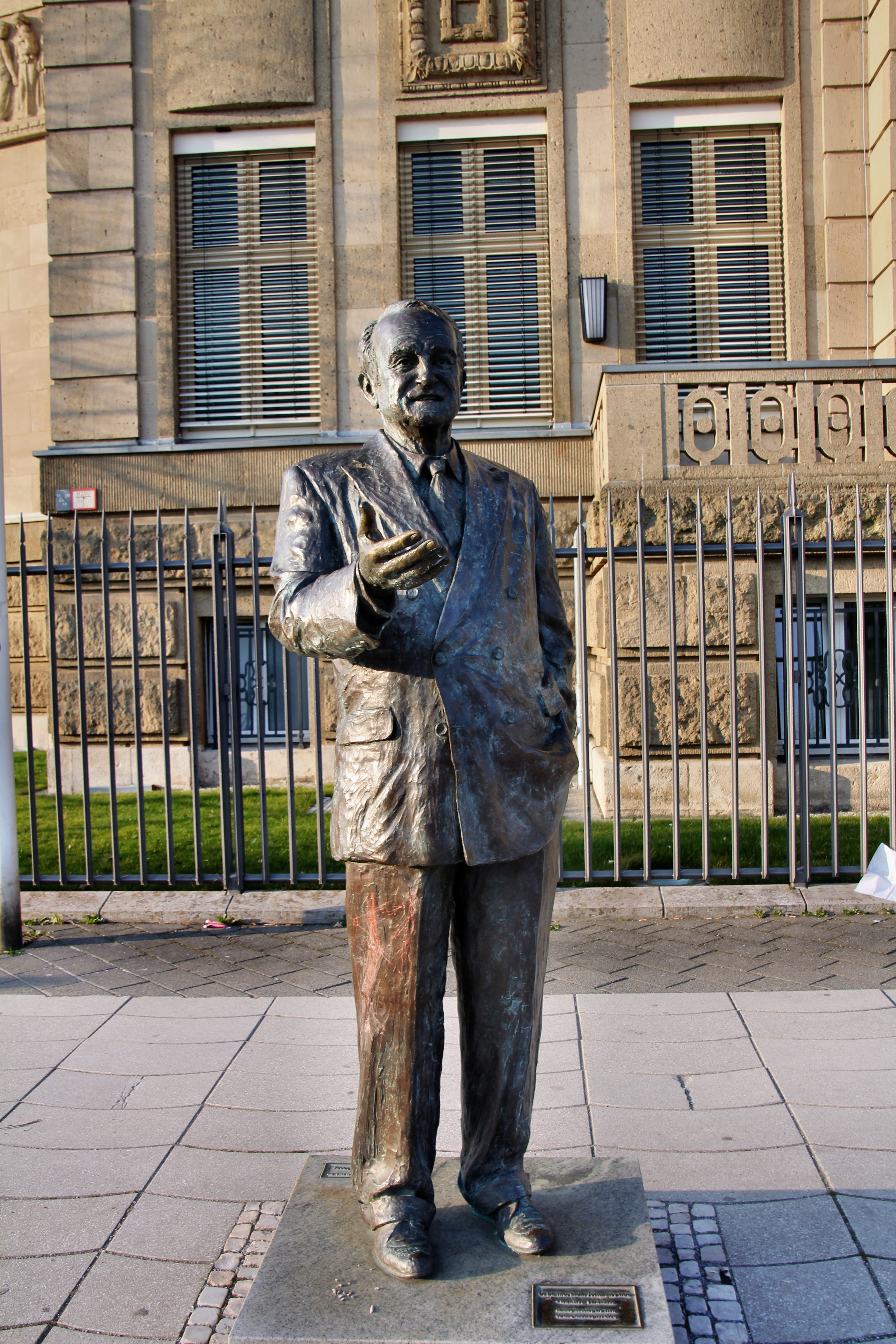
Denkmal vor der ehemaligen Staatskanzlei

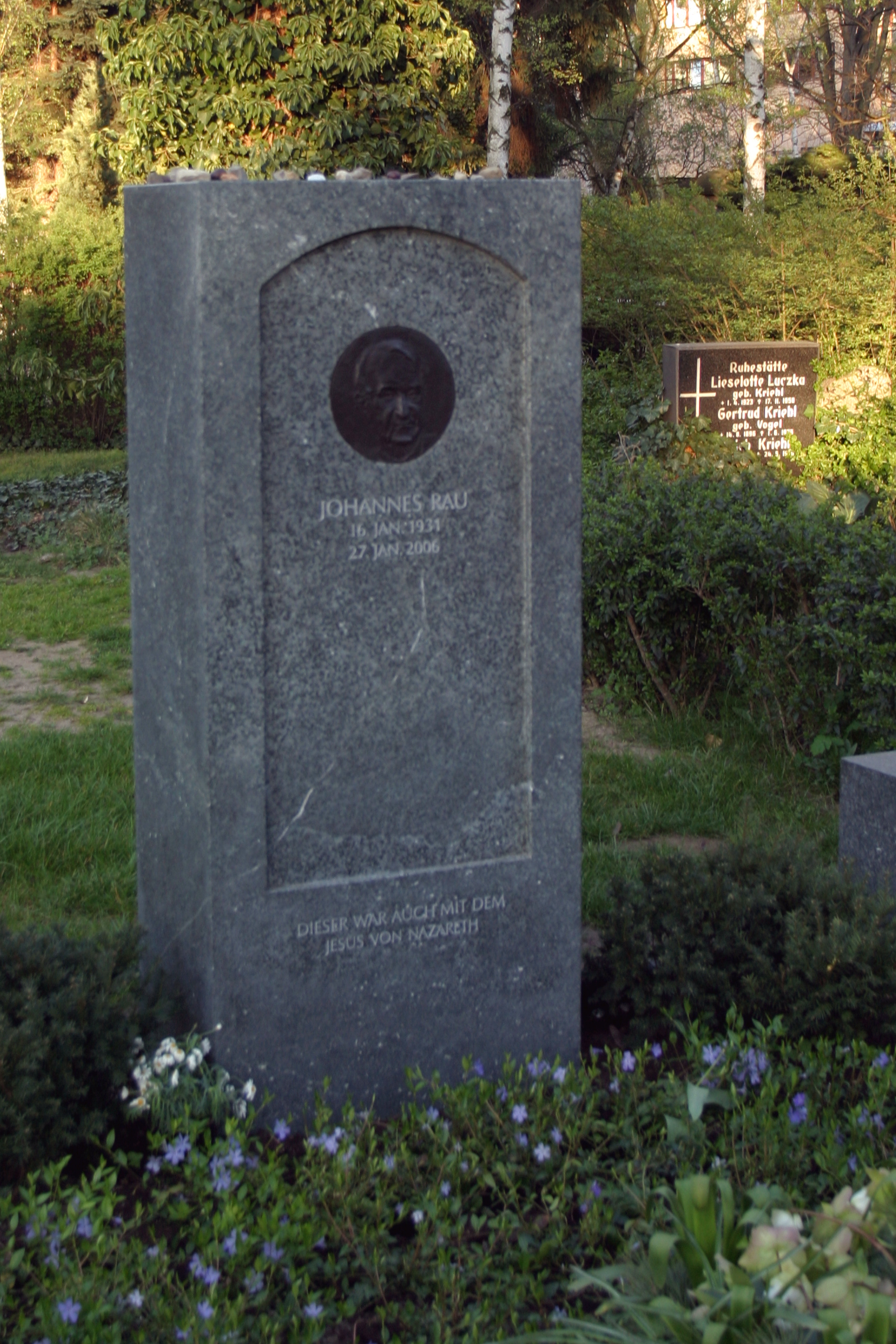
Grabstein von Johannes Rau

Bundespräsident Horst Köhler ordnete zum Gedenken an den Alt-Bundespräsidenten Rau für den 7. Februar 2006, elf Tage nach dessen Tod, einen Staatsakt nach dem Gottesdienst im Berliner Dom an.
Die Deutsche Post gab am 2. März 2006 eine Sondermarke anlässlich des Todes von Johannes Rau heraus.
Vor der ehemaligen Staatskanzlei, der Villa Horion in Düsseldorf, in der Rau als Ministerpräsident residierte, wurde im Mai 2008 eine Bronzestatue aufgestellt. Mit der Gestaltung dieser Schenkung beauftragte Raus Witwe die britische Bildhauerin Ann Weers-Lacey. Der umgebende Platz wurde von der Stadt Düsseldorf als Johannes-Rau-Platz gewidmet. 2016 gab es in der Stadt Überlegungen, den Flughafen Düsseldorf nach dem Vorbild anderer deutscher Flughäfen Johannes Rau zu widmen.
Johannes Rau gründete 2000 die Johannes-Rau-Stiftung, die vor allem Wuppertaler Projekte fördert. Von der Familie sitzen nach seinem Tod im Vorstand Christina und Anna Rau.
Zum fünften Todestag wurde von der SPD die Johannes-Rau-Gesellschaft gegründet, die jährlich ein Forschungsstipendium von 15.000 Euro zu einem Thema von gesellschaftlicher Bedeutung vergibt. Die Stiftungsmittel von etwa 30.000 Euro werden von den SPD-eigenen Unternehmungen aufgebracht. Auch hier sitzt Christina Rau mit im Vorstand.
Mehrere Schulen tragen seinen Namen, darunter zwei in Wuppertal. In Düsseldorf ist der Platz vor der ehemaligen Staatskanzlei (Villa Horion) und in Wuppertal der Rathausvorplatz nach Rau benannt sowie ein weiterer Platz in Eschweiler.
Im April 2014 wurde die Johannes-Rau-Forschungsgemeinschaft von 13 wissenschaftlichen Instituten und dem Land NRW, vertreten durch das Wissenschaftsministerium, gegründet.
2018 wurde in Köln-Deutz der Johannes-Rau-Platz nach ihm benannt.

### Ehrendoktorwürden
Johannes Rau wurde Ehrendoktor von:
- 1985: Heinrich-Heine-Universität Düsseldorf
- 1986: Universität Haifa, Israel (als erster Deutscher)
- 1991: Fernuniversität in Hagen, Fachbereich Wirtschaftswissenschaft
- 1997: Ruhr-Universität Bochum (RUB), Evangelisch-Theologische Fakultät
- 1985: Theologische Akademie Budapest
- 1998: Ben-Gurion-Universität im Negev, Beʾer Scheva, Israel
- 2000: Technion Haifa (Israel Institute of Technology), verliehen an der TU Berlin
- 2000: Universität Ankara
- 2002: Seoul National University
- 2002: Chulalongkorn-Universität in Bangkok, Thailand
- 2003: Nanjing-Universität in Nanjing, Volksrepublik China
- 2004: Technische Universität Dortmund, Fakultät für Bauwesen

### Ehrenbürgerschaften
Johannes Rau wurde Ehrenbürger von:
- 1991: Wuppertal, seiner Heimatstadt
- 1996: Maroldsweisach
- 2000: Spiekeroog
- 2001: Bonn
- 2004: Berlin[47]

### Sonstige Auszeichnungen
- Großes Bundesverdienstkreuz (1969) mit Stern (1975) und Schulterband (1980)
- 1979: Ehrenring der Stadt Wuppertal
- 1983: Großkreuz des Verdienstordens der Bundesrepublik Deutschland
- 1986: Großkreuz des Verdienstordens der Italienischen Republik
- 1986: Ritter des Orden wider den tierischen Ernst
- 1989: Ehrensenator der Bergischen Universität Wuppertal
- 1993: Bürger des Ruhrgebiets des Vereins pro Ruhrgebiet
- 1993: Deutsches Feuerwehr-Ehrenkreuz in Gold
- 1994: Europäischer Handwerkspreis[48]
- 1995: Ehrenmitglied des Jerusalemer Israel-Museums
- 1995: Ehrensenator der Europäischen Akademie der Wissenschaften und Künste
- 1995: Leo-Baeck-Preis
- 1997: KulturPreis Europa
- 1997: Goldenes Schlitzohr
- 1997: Goldene Schwebebahn
- 1997: Goldenes Lot, Ehrung des Verbandes Deutscher Vermessungsingenieure
- 1998: Minerva Preis Jülich für seinen Einsatz für Kultur, Wissenschaft und Forschung sowie sein besonderes Engagement um die Belange der Stadt Jülich
- 1998: Ehrensenator der Universität Bielefeld
- 1998: Großoffizier des Drei-Sterne-Ordens
- 1999: Heinrich-Albertz-Friedenspreis der Arbeiterwohlfahrt[49]
- 1999: Reinhold-Schneider-Plakette
- 1999: Sonderstufe des Großkreuzes des Verdienstordens der Bundesrepublik Deutschland als Amtsinsignie des Bundespräsidenten
- 1999: Ernst-Schröder-Medaille
- 2000: Großkreuz mit Halskette des tschechischen Ordens des Weißen Löwen verliehen vom Präsidenten der Tschechischen Republik
- 2000: Kollier des Ordens des Marienland-Kreuzes verliehen vom Präsidenten Estlands
- 2000: Buber-Rosenzweig-Medaille
- 2000: Großer türkischer Verdienstorden
- 2001: Collane des Finnischen Ordens der Weißen Rose
- 2001: Orden des Weißen Doppelkreuzes 1. Klasse, Slowakei
- 2001: Leo-Baeck-Medaille
- 2002: Collane des Ordens Isabel la Católica
- 2002: Großkreuz mit Großer Ordenskette des Verdienstordens der Italienischen Republik
- 2002: Elefanten-Orden
- 2002: VdK-Preis für besondere Verdienste um die Belange behinderter und chronisch kranker Menschen
- 2003: Georg-Schulhoff-Preis für sein Engagement für die berufliche Bildung
- 2003: Großkreuz des Drei-Sterne-Ordens
- 2003: Collane des Falkenordens
- 2004: Preis für Verständigung und Toleranz des Jüdischen Museums Berlin
- 2004: Groß-Stern des Ehrenzeichens für Verdienste um die Republik Österreich[50]
- 2004: Preis Gegen Vergessen – Für Demokratie für seinen Einsatz gegen die Geschichtsvergessenheit und für unsere Demokratie
- 2004: Karl-Barth-Preis der Union Evangelischer Kirchen (UEK) für das Lebenswerk
- 2004: Kulturgroschen des Deutschen Kulturrates
- 2004: Goldenes Kugelkreuz der aej für sein besonderes Engagement für die Evangelische Jugend
- 2004: Verleihung der Collane des Piusordens durch Papst Johannes Paul II.
- 2005: Badenweiler Ehrengast des Jahres
- 2005: Gustav-Adolf-Preis für einen „christlich motivierten europäischen Brückenbauer“
- 2005: Integrationspreis der Stiftung Apfelbaum
- 2005: Deutsch-Türkischer Freundschaftspreis in Solingen
- 2006: Georg-Meistermann-Preis der Stiftung Stadt Wittlich

### Nachlass
Der umfangreiche Nachlass Raus befindet sich im Archiv der sozialen Demokratie der Friedrich-Ebert-Stiftung e. V. in Bonn (Signaturkürzel: 1/JRAC). Seine aus etwa 16.000 Werken bestehende Privatbibliothek befindet sich seit 2022 im Johannes-Rau-Zentrum der Universitätsbibliothek Wuppertal.

## Reden und Schriften
- Die neue Fernuniversität. Ihre Zielsetzung, ihr Aufbau und ihre geplante Arbeitsweise. Econ-Verlag, Düsseldorf/Wien 1974, ISBN 3-430-17637-9.
- LebensBilder. Texte von Johannes Rau. Hrsg. von Rüdiger Reitz und Manfred Zabel. Gütersloher Verlagshaus Mohn, Gütersloh 1992, ISBN 3-579-02192-3.
- Friede als Ernstfall. Reden und Beiträge des Bundespräsidenten. Hrsg. von Dieter S. Lutz. Nomos, Baden-Baden 2001, ISBN 3-7890-6846-2.
- Wird alles gut? Für einen Fortschritt nach menschlichem Maß. „Berliner Rede“ des Bundespräsidenten am 18. Mai 2001 im Otto-Braun-Saal der Staatsbibliothek zu Berlin. Suhrkamp, Frankfurt 2001, ISBN 3-518-06649-8.
- Geschichte in Porträts. Hänssler, Holzgerlingen 2001, ISBN 3-7751-3820-X.
- Dialog der Kulturen – Kultur des Dialogs. Toleranz statt Beliebigkeit. Herder, Freiburg/Basel/Wien 2002, ISBN 3-451-05332-2.
- Den ganzen Menschen bilden – wider den Nützlichkeitszwang. Plädoyer für eine neue Bildungsreform. Beltz, Weinheim/Basel 2004, ISBN 3-407-85786-1.
- Medien zwischen Anspruch und Realität. In: Axel Balzer, Marvin Geilich & Shamim Rafat (Hrsg.): Politik als Marke. Politikvermittlung zwischen Kommunikation und Inszenierung. Lit, Berlin/Münster 2006, ISBN 3-8258-8146-6, S. 42–51.
- Wer hofft, kann handeln. Gott und die Welt ins Gespräch bringen. Predigten. Hänssler, Holzgerlingen 2006, ISBN 978-3-7751-4498-8.
- Lust auf Zukunft. Reden. Ausgew. und eingeleitet von Elisabeth Domanky. Klartext-Verlag, Essen 2006, ISBN 978-3-89861-663-8.
- Zukunfts-Verantwortung. Reden von Bundespräsident Johannes Rau zu Natur- und Umweltschutz. Oekom-Verlag, München 2007, ISBN 978-3-86581-056-4.